# علی‌اصغر رحمانی خلیلی
علی‌اصغر رحمانی خلیلی (زادهٔ ۱۳۲۳ در بهشهر – درگذشتهٔ ۲۶ شهریور ۱۴۰۲ در تهران) نماینده حوزه انتخابیه بهشهر، نکا و گلوگاه در دوره اول، دوم و ششم مجلس شورای اسلامی بوده است. او در دوره اول در انتخابات میان‌دوره‌ای جایگزین احمد توکلی شد. وی از اعضای مجمع روحانیون مبارز و مجمع نیروهای خط امام و معاون امور مجلس سید محمد خاتمی در دوره تصدی وزارت فرهنگ و ارشاد اسلامی در دولت هاشمی رفسنجانی نیز بوده است.
وی فرزند عبدالرحمن رحمانی خلیلی از شاگردان محمد کوهستانی بوده و فارغ تحصیل  دانشگاه تهران در مقطع دکترا بوده است.